# Czesław Michniewicz
Czesław Michniewicz (ˈt͡ʂɛswaf mʲixˈɲɛvʲit͡ʂ
, Byarozawka, 12 de fevereiro de 1970) é um treinador de futebol polones e ex-jogador. Atualmente está sem clube.

## Carreira

### Legia Varsóvia
Em 21 de setembro de 2020, foi nomeado treinador do Legia Varsóvia. Em sua estreia, o Legia venceu por 2-0 o FC Drita nas eliminatórias da UEFA Europa League de 2020-21. Em 18 de outubro de 2020, ele fez sua estreia na Ekstraklasa, com a vitória do Legia por 2 a 1 sobre o Zagłębie Lubin. Em 11 de dezembro de 2020, ele foi nomeado Treinador do Mês da Ekstraklasa após o sucesso do Legia em novembro. Ele foi premiado com a mesma distinção em março de 2021, pois sua equipe completou a campanha no mês acima mencionado sem nenhuma derrota. Em 28 de abril de 2021, Michniewicz venceu seu segundo campeonato polonês após empate em 0-0 entre Jagiellonia Białystok e Raków Częstochowa (já que este último time já havia perdido chances matemáticas de alcançar o Legia), com três jogos de antecedência.
Em 26 de agosto de 2021, o Legia liderado por Michniewicz derrotou o SK Slavia Praga e, pela primeira vez em cinco anos, se classificou para a fase de grupos de uma Copa da Europa. Eles enfrentariam Leicester City, Napoli e Spartak Moscou na fase de grupos da UEFA Europa League.
Embora o Legia tenha liderado seu grupo após vitórias contra Spartak Moscou e Leicester City, eles lutaram no campeonato. Após quatro derrotas consecutivas, somando nove pontos em dez partidas e ocupando o 15º lugar na tabela, Michniewicz foi expulso em 25 de outubro de 2021.

### Seleção da Polônia
Em 31 de janeiro de 2022, Michniewicz foi nomeado como o novo técnico da Polônia, assinando um contrato até 31 de dezembro de 2022 com uma opção de extensão, após a decisão do técnico anterior Paulo Sousa de se juntar ao Flamengo três meses antes do primeiro Play-off de Qualificação da Copa do Mundo de 2022. Ele estava programado para fazer sua estreiacontra a Rússia em Moscou, antes da desqualificação da Rússia. Em 24 de março de 2022, a Polônia jogou sua primeira partida sob o comando de Michniewicz, um empate por 1 a 1 em um amistoso contra a Escócia.
Em 29 de março de 2022, Michniewicz levou a Polônia a uma vitória por 2 a 0 sobre a Suécia na final do play-off de qualificação para a Copa do Mundo FIFA de 2022.

## Vida pessoal
Nasceu em Byarozawka, então na RSS da Bielorrússia, União Soviética (atual Bielorrússia), enquanto sua mãe estava visitando sua família; mas cresceu em Biskupiec, Polônia. Em 20 de junho de 1998, casou-se com Grażyna Rzewuska, com quem teve dois filhos: Mateusz (nascido em 22 de janeiro de 2001) e Jakub (nascido em 13 de agosto de 2003).